# Préporché
Préporché település Franciaországban, Nièvre megyében. Lakosainak száma 209 fő (2022. január 1.). Préporché Villapourçon, Saint-Honoré-les-Bains, Moulins-Engilbert, Onlay és Vandenesse községekkel határos.

## Népesség
A település népességének változása:
| Lakosok száma | 200  | 200  | 207  | 206  | 209  | 208  | 207  | 207  | 209  |
|               | 2013 | 2015 | 2016 | 2017 | 2018 | 2019 | 2020 | 2021 | 2022 |